# Lo mejor de tu vida
"Lo Mejor de Tu Vida" é uma balada romântica gravada pelo cantor espanhol Julio Iglesias em 1987. A canção foi lançada como single promocional de seu álbum Un Hombre Solo (1987), que viria a ser lançado no mesmo ano, e tornou-se a primeira canção performada por um artista masculino a permanecer por mais de treze semanas na Billboard Hot Latin Songs. Na realidade, o recorde só seria superado pela banda Maná com a canção "Manda Una Senãl", de 2007.
"Lo Mejor de Tu Vida" é também considerada uma das canções assinatura de Julio Iglesias e foi regravada por vários outros artistas, como Tamara, Ray Conniff, Bertín Osborne, e os brasileiros Simone e Alexandre Pires.

## Antecedentes
Julio Iglesias era o mais popular cantor latino durante as décadas de 1970 e 1980, vendendo mais de 100 milhões de álbuns em todo o mundo. Em 1968, Iglesias competiu no Festival da Canção de Benidorm, com a canção "La Vida Sigue Igual". Ao vencer a disputa, ganhou também um contrato com a Columbia Records. Ao longo da década de 1970, Iglesias fez grande sucesso pela América Latina com o single "Manuela", também de autoria de Manuel Alejandro, a que refere-se como "o maior compositor espanhol da história". Alejandro e Iglesias voltaram a colaborar no álbum Un Hombre Solo, que veio a receber o Prêmio Grammy de Melhor Álbum de Pop Latino e vendeu mais de 3 milhões de cópias em todo mundo. Alejandro considerava publicamente Iglesias como o melhor intérprete de suas canções.

## Desempenho comercial
A canção estreou na Billboard Hot Latin Tracks em 14º lugar em 30 de maio de 1987 e atingiu o topo da tabela logo na semana seguinte. "Lo Mejor de Tu Vida" estabeleceu o recorde de maior guinada ao topo de uma parada musical. Somente após quase vinte anos, a canção de Iglesias foi superada por "Manda Una Señal", da banda Maná. A faixa passou treze semanas (não consecutivas) em primeiro lugar na tabela, recorde superado somente por Daddy Yankee (com "Rompe"), Luis Fonsi (com "No Me Doy por Vencido"), Flex (com "Te Quiero") e Juanes (com "Me Enamora").
| Tabelas musicais (1987)                     | Melhor posição |
| ------------------------------------------- | -------------- |
| Estados Unidos - Billboard Hot Latin Tracks | 1              |